# Humerœuille
Humerœuille ist eine französische Gemeinde mit 179 Einwohnern (Stand 1. Januar 2022) im Arrondissement Arras des Départements Pas-de-Calais. Sie liegt im Kanton Saint-Pol-sur-Ternoise und ist Mitglied des Kommunalverbandes Ternois.

## Geographie
| Blangy-sur-Ternoise | Tilly-Capelle, Érin |            |
|                     | Kompass             | Bermicourt |
| Éclimeux            | Humières            |            |

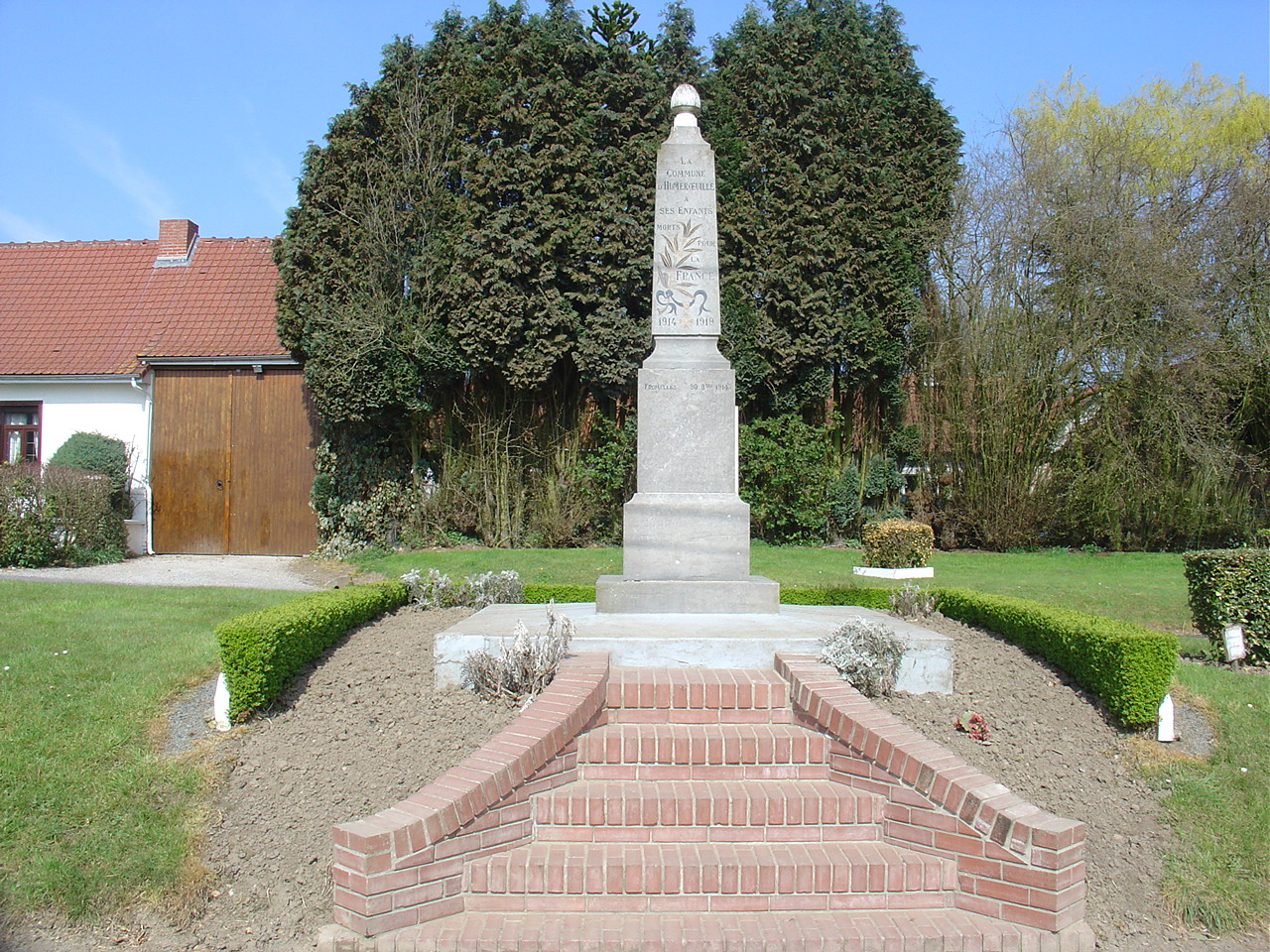
Kriegerdenkmal
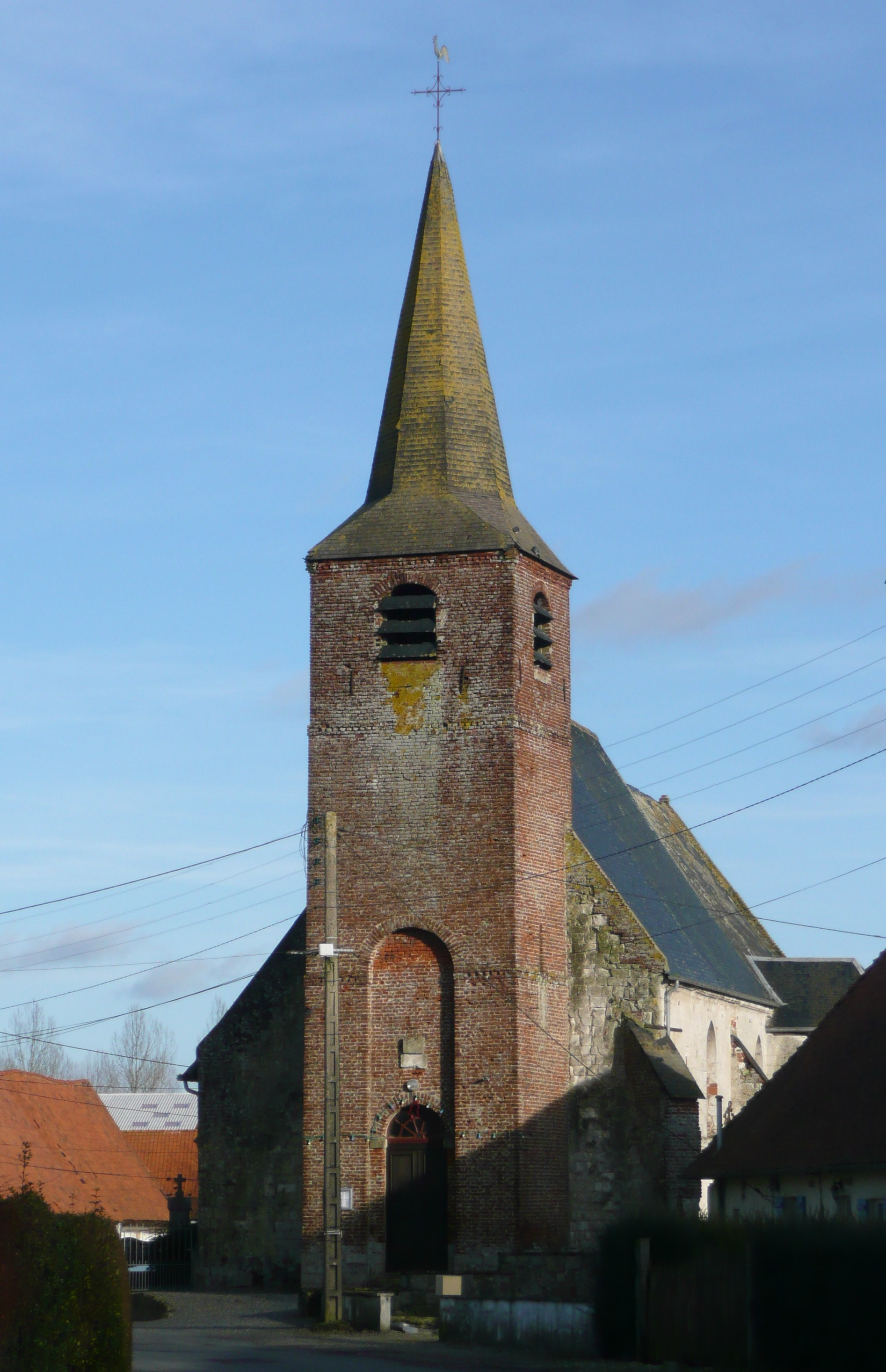
Kirche Saint-Vaast